# Olympische Winterspiele 2014/Teilnehmer (Portugal)
| Gelbes Symbol für Goldmedaillen mit stilisierten Olympischen Ringen | Graues Symbol für Silbermedaillen mit stilisierten Olympischen Ringen | Braundes Symbol für Bronzemedaillen mit stilisierten Olympischen Ringen |
| ------------------------------------------------------------------- | --------------------------------------------------------------------- | ----------------------------------------------------------------------- |
| —                                                                   | —                                                                     | —                                                                       |

Portugal nahm 2014 zum siebten Mal an Olympischen Winterspielen teil. Das Land wurde durch zwei alpine Skiläufer, beide Kinder von portugiesischen Emigranten, vertreten.

## Teilnehmer nach Sportarten

### Ski Alpin
Männer
- Arthur Hanse
  - DNF Slalom
  - DNF Riesenslalom

Frauen
- Camille Dias
  - 40. Slalom
  - 59. Riesenslalom